# Oliver Sacks
Oliver Wolf Sacks, CBE (ngày 9 tháng 7 năm 1933 - 30 tháng 8 năm 2015) là một nhà thần kinh học và tác gia người Anh, nổi tiếng với ghi chép bán chạy nhất về lịch sử ca bệnh rối loạn của các bệnh nhân của ông, với một số cuốn sách của ông đã được chuyển thể thành phim và kịch.
Sau khi nhận bằng y khoa từ trường The Queen's College, Oxford vào năm 1960, ông chuyển đến Mỹ để thực tập tại bệnh viện Mount Zion ở San Francisco. Ông chuyển tới New York vào năm 1965, nơi ông trở thành giáo sư thần kinh học tại Trường Y Đại học New York. Giữa năm 2007 và 2012, ông là giáo sư thần kinh học và tâm thần học tại Đại học Columbia, nơi ông cũng giữ vị trí "Columbia Artist", danh hiệu công nhận đóng góp của ông cho nghệ thuật và khoa học. Ông cũng đã từng là giảng viên của Đại học Y khoa Albert Einstein của Đại học Yeshiva đã từng là giáo sư thỉnh giảng tại Đại học Warwick. 
Sacks là tác giả của nhiều cuốn sách bán chạy nhất, bao gồm cả bộ sưu tập của các nghiên cứu các ca của những người bị chứng rối loạn thần kinh. Các tác phẩm của Sacks gồm Awakenings (Thức tỉnh viết năm 1973), trong đó mô tả chi tiết các trải nghiệm cuộc đời của ông với nhiều bệnh nhân bị căn bệnh gọi là viêm não rối loạn hôn mê và cách thức họ thoát khỏi cơn hôn mê trong một thời gian ngắn, nhờ thuốc. Sách đã được chuyển thể thành tác phẩm cùng tên do Robin Williams và Robert De Niro thủ diễn, được đề cử giải Oscar vào năm 1990.
Sách The Man Who Mistook His Wife for a Hat: And Other Clinical Tales (Người đàn ông nhầm vợ là cái mũ: Và các câu chuyện về điều trị khác), ông đã kể về nhiều trường hợp nghiên cứu mẫu, liên quan tới các bệnh nhân đang khổ sở sống cùng chứng rối loạn thần kinh.
Sách Hallucinations (Các chứng ảo giác viết năm 2012), ông đã khảo sát các câu chuyện mang màu sắc thần thoại, văn học dân gian và kinh nghiệm cá nhân để khám phá hiện tượng bộ máy cảm xúc của con người bị bóp méo, bên cạnh vai trò của hiện tượng này trong trải nghiệm của con người. Sách Musicophilia (Những câu chuyện về âm nhạc và não bộ viết năm 2007), Sacks xem xét sức mạnh lay động và chữa lành của âm nhạc với não bộ. Tờ New York Times từng gọi Sacks là "thi sĩ của ngành y". Ngoài viết sách, ông còn có nhiều bài viết khác cho các tờ The New Yorker và The New York Review of Books, bên cạnh các tuần báo khoa học.

## Thời trẻ
Sacks sinh ra ở Willesden, London, England, là con út trong gia đình bốn con có cha mẹ là người Do Thái: Samuel Sacks, một thầy thuốc (mất tháng 6 năm 1990), and Muriel Elsie Landau, one of the first female surgeons in England. Sacks có một gia đình mở rộng; các cháu họ đầu tiên của ông bao gồm chính khách Israel Abba Eban, nhà thơ và đạo diễn Jonathan Lynn, và người đoạt giải Nobel Robert Aumann.